# Michael Heinisch-Kirch

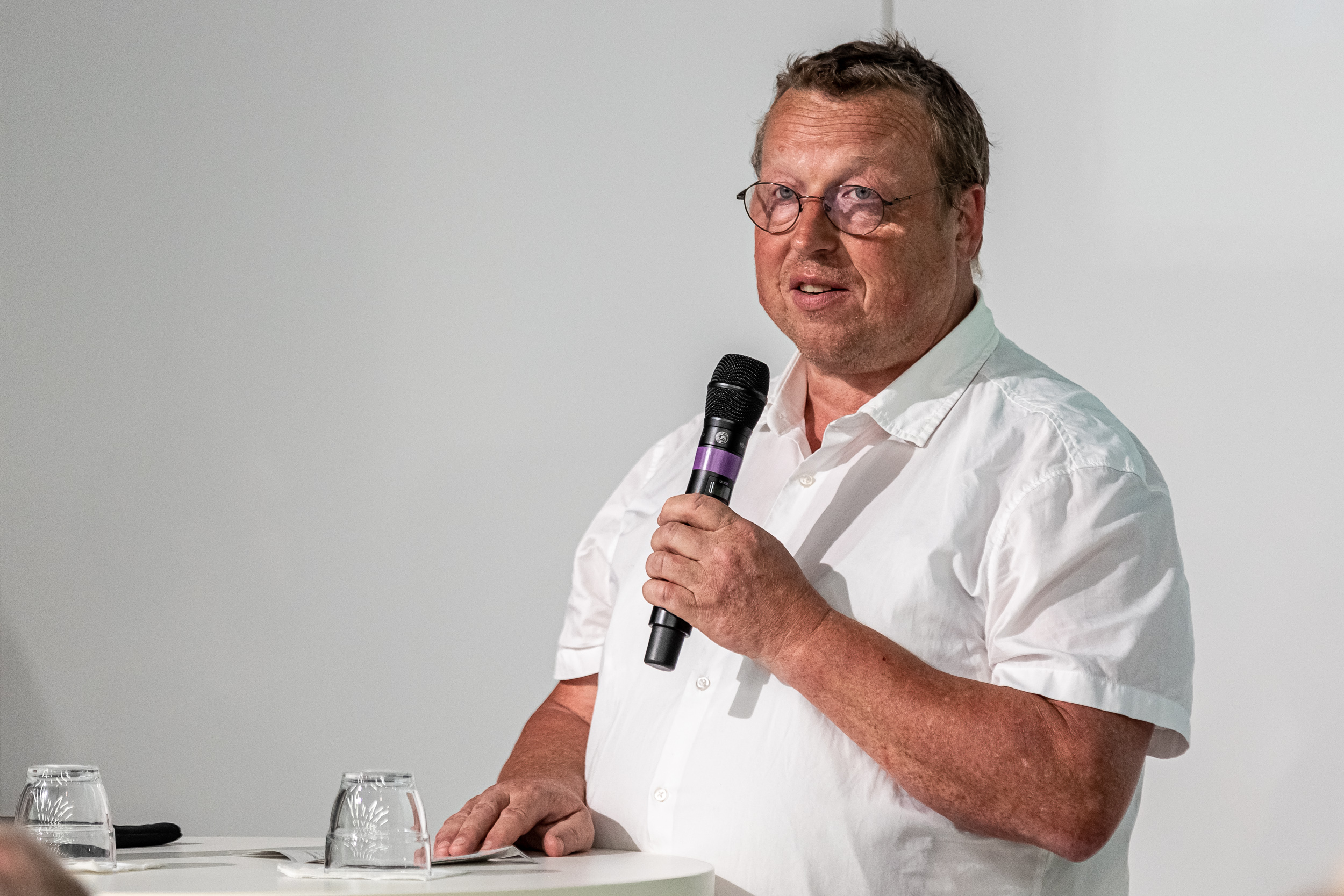
Michael Heinisch-Kirch, 2023

Michael Heinisch-Kirch (* 6. April 1964 in Frankfurt an der Oder) ist ein evangelischer Diakon, Bürgerrechtler, Akteur der Friedlichen Revolution in der DDR-Diktatur, Sozial-Manager, Gründer des Vereins „Sozialdiakonische Arbeit Lichtenberg e. V.“ sowie der aus diesem Verein hervorgegangenen SozDia Stiftung Berlin – Gemeinsam Leben Gestalten, deren Arbeit er als Vorsitzender leitet. Außerdem ist er Politiker (Bündnis 90/Die Grünen) und war in dem Kontext von 2006 bis 2013 Fraktionsvorsitzender der Grünen in der Bezirksverordnetenversammlung des Bezirks Lichtenberg.

## Leben
Aufgewachsen als jüngstes Kind einer größeren Pfarrer- und Kantorenfamilie in Frankfurt an der Oder, erlebte er bereits sehr früh Ausgrenzung in der DDR-Diktatur. Seine Herkunft und die Verweigerung der Mitgliedschaft in den DDR-Organisationen „Pioniere“ und „Freie Deutsche Jugend“ sowie seine Kooperations-Verweigerung mit der Staatssicherheit der DDR führten unter anderem dazu, dass er keine weiterführende Schule besuchen durfte.

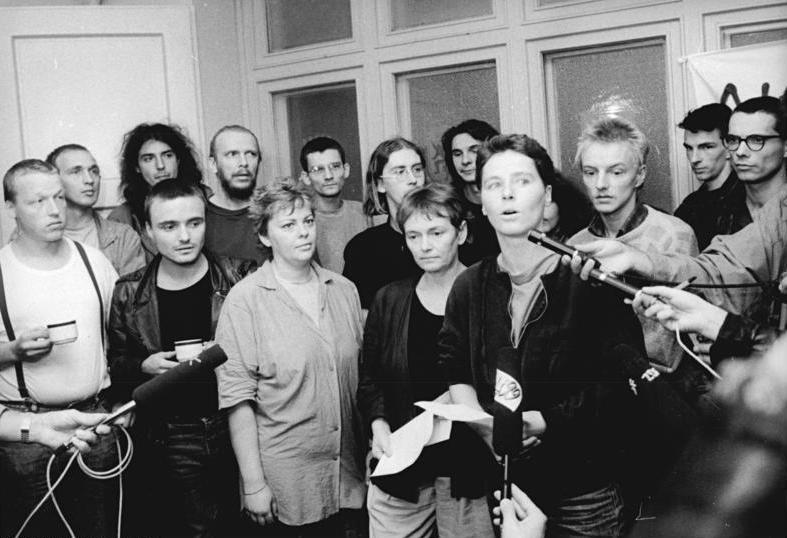
Stasi-Besetzung im September 1990.
Ganz links:
Michael Heinisch
Außerdem: Bärbel Bohley, Reinhard Schult, Frank Ebert und Ingrid Köppe

In evangelischen Jugendgruppen wurde er früh für gesellschaftliche und politische Mitarbeit sensibilisiert. Anfang der 1980er Jahre machte er nicht nur seine ersten Erfahrungen mit der DDR-Friedensbewegung, sondern auch mit Repressionen durch die Staatssicherheit der DDR.
Zwischen 1980 und 1983 absolvierte er eine Ausbildung als Elektromonteur, machte einen Abschluss als Rangierarbeiter und arbeitete bei der Deutschen Reichsbahn in Frankfurt an der Oder. Hier verweigerte er den Wehrdienst (Total-Verweigerung). 1983 wechselte er nach Ost-Berlin in die Ausbildung zum Sozialdiakon in der Stephanus-Stiftung Berlin-Weißensee. Während der Ausbildung begann er, zunächst ehrenamtlich, die Arbeit mit so genannten „schwierigen und gefährdeten Jugendlichen“ der sozialdiakonischen Jugendarbeit. In dieser Zeit absolvierte er zudem eine Ausbildung als Krankenpfleger.
Heinisch-Kirch engagierte sich in diversen Initiativen, unter anderem im Freundeskreis der Wehrdiensttotalverweigerer, den „Mündigen Bürgern“ sowie mehreren Friedenskreisen, die sich in evangelischen Kirchen trafen. Beabsichtigt war die Abschaffung der Diktatur und Aufbau einer Demokratie.
In den Jahren um den gesellschaftlichen Umbruch im Jahr 1989 öffnete er kirchliche Räume für viele Menschen und Gruppen, die den Schutzraum der Kirche brauchten. Er beteiligte sich an den Protesten des Weißenseer Friedenskreis zur Aufdeckung des Wahlbetrugs bei der Kommunalwahl 1989 und wirkte im September 1990 bei der zweiten Besetzung der Stasizentrale mit, um eine Öffnung der Akten zu erreichen.
Nach der Wende initiierte und betreute er im Auftrag der Evangelischen Kirche Projekte für Kinder, Jugendliche und Familien und gründete die Sozialdiakonische Jugendarbeit als Verein, der seine Tätigkeit insbesondere in den Berliner Bezirken Lichtenberg und Treptow-Köpenick entfaltete. Bekannt wurde das von ihm initiierte „Projekt zur persönlichen und handwerklichen Qualifizierung Jugendlicher“.
Im Jahr 2005 schloss Michael Heinisch-Kirch ein Studium als Master of Social Management erfolgreich ab.
Seit 2004 ist er Mitglied der Partei Bündnis 90/Die Grünen, für die er in Berlin-Lichtenberg von 2006 bis 2013 Fraktionsvorsitzender in der Bezirksverordnetenversammlung war.
Seit der Gründung der SozDia Stiftung Berlin – Gemeinsam Leben Gestalten im Jahr 2013 ist Michael Heinisch-Kirch Vorstandsvorsitzender der Stiftung.
Michael Heinisch-Kirch ist verheiratet, Vater von acht Kindern in einer Patchwork-Familie und hat drei Enkel.

## Auszeichnungen
- 1994: Ehrung durch den Bundespräsidenten Richard von Weizsäcker
- 2011: Ehrung durch den Bundespräsidenten Christian Wulff
- 2015: Verleihung des Bundesverdienstkreuzes durch den Bundespräsidenten Joachim Gauck